# جون بي ماكونيل
جون بي ماكونيل (بالإنجليزية: John P. McConnell)‏ هو ضابط أمريكي، ولد في 7 فبراير 1908 في أركنساس في الولايات المتحدة، وتوفي في 21 نوفمبر 1986 في بيثيسدا في الولايات المتحدة.

## وصلات خارجية
- جون بي ماكونيل على موقع مونزينجر (الألمانية)
- جون بي ماكونيل على موقع إن إن دي بي (الإنجليزية)